# Rui Machida
Rui Machida (8 de março de 1993) é uma basquetebolista profissional japonesa.

## Carreira
Machida integrou a Seleção Japonesa de Basquetebol Feminino nos Jogos Olímpicos Rio 2016, que terminou na oitava posição.